# Drupol
DRUPOL, výrobní družstvo je výrobní družstvo působící ve Středočeském kraji se zaměřením na opravy automobilů.

## Situace
Družstva (úvěrní, zemědělská, živnostenská, konsumní, stavební) se v období 1. republiky dobrovolně sdružovala v družstevních svazech, kterých bylo 57 celém na území Československa. Po změně společenských poměrů byl v roce 1948 přijat Zákon č. 187/1948 Sb. o Ústřední radě družstev. Nejen, že členství družstev bylo povinné, ale družstvo se muselo řídit všemi nařízeními Ústředí. Ani nadřízené orgány družstev neunikly kritice: Krajský svaz výrobních družstev byl kritizován za liknavost při kontrole Drupolu v Mnichovicích. Koncem šedesátých let se měnila atmosféra ve společnosti a objevily se výzvy k liberalizaci povolování vzniku družstev. Drupol měl množství poboček v různých okresech Středočeského kraje; některé pobočky měly menší počet pracovníků. Okresní vedoucí KSČ v roce 1985 konstatoval, že je tam málo komunistů a že zapojí místní organizace KSČ k získání členů.

## Historie
Dne 21. června 1935 byla podepsána smlouva, kterou bylo založeno Družstvo pro výrobu, nákup, prodej. Hlavní činností byla podpora výdělků svých členů společnou výrobou, nákupem a prodejem zboží. Jména zakládajících členů již nejsou známa, protože archív během 2. světové války zmizel. Po druhé světové válce, v červnu 1945, bylo zvoleno nové předsednictvo. Hlavním sortimentem družstva bylo zemědělské nářadí. Rudé právo: výroba začala až v roce 1945. V roce 1949 byl název evokující obchodní aktivity družstva, změněn. V názvu se odrazil sortiment výrobků: Družstvo polního nářadí, zkráceně Drupol. V roce 1956 byly nařízena specializace družstev. Družstvu byla odňata prosperující dřevovýroba a byla omezena působnost na Středočeský kraj. V roce 1964 byla výroba přeorientována na výrobu a opravárenství v automobilovém odvětví. Název družstva nedával tušit, jaká je jeho výrobní náplň.

## Sortiment
- Vybavení samoobsluh[10]
- Dřevěné skládací bedny vyztužené kováním[11][12]
- Barva „Perleť" imitující metalický lak[13]
- Fotoblesky „Vacu"[14]
- Celokovové garáže[15][16]
- Protismykové řetězy, vyprošťovací řetězy,[17] zahrádky na střechy osobních automobilů, bezpečnostní pásy,[18] hustilky pro osobní automobily[19]
- Třícestný neřízený katalyzátor Drupol K 0,50-50[20]
- Postranní vozíky „Druzeta" ke skútru[21][22]
- Postřikovače pro malíře a zahrádkáře
- Oběhové čerpadlo „Piccola"[23][24]
- Kotle na uhlí do rodinných domů[25]
- Bytová svítidla[26][27][28]
- Jednokolky „Bybal"[29][30]

## Služby
- lepení brzdového obložení (místo nýtování)[31]

## Opravny
- Benátky nad Jizerou (automobily Trabant, opravy motocyklových klikových hřídelů, výbrusy válců)[32]
- Beroun II, Na Drážkách 1008 (lůžková úprava Trabant)[33]
- Brunšov u Štěchovic (karosářské práce)[34]
- Čáslav, Za drahou (automobily Moskvič)[35]
- Čáslav, Chrudimská 329 (karosářské práce)[36]
- Český Brod, Komenského 488[37] (automobily)
- Horní Počernice II (od roku 1974 Praha) Sokolovská 782 (provozovna 011) (automobily - přestavby sedaček na polohovatelné, opravy televizorů)[38][39]
- Kostelec nad Labem, Rudé armády 833 (středisko 18M) (motorové pily, lodní motory)[40][41][42]
- Mladá Boleslav, Jičínská 414 (před rokem 1990 Lidových milicí 414) (automobily)
- Nymburk, Hořátevská ul.(automobily)
- Praha 6, Dejvice, Na Dionýsce 14 (broušení kotoučových pil)[43]
- Praha 9, Kbely, Mladoboleslavská 148 (motorové pily)[44]
- Praha 9, Satalice (závod 04)[45]
- Praha 10, Štěrboholy (provozovna 18), Černokostelecká 155 (automobily Trabant)[46]
- Příbram, Milínská 30 (automobily)
- Radotín (od roku 1974 Praha), ul. Matějovského (provozovna 42)
- Štiřín, ul. Popovická (provozovna 06) (automobily)
- Zdice u Berouna, Komenského 947 (závod 30) (automobily)

## Výroba
- Vlašim, Divišovská 328 (do roku 1958, kdy výrobu převzalo Lidové truhlářské družstvo Vlašim)[47][48]
- Horoměřice 273, (provozovna 17) (hustilky)[19]
- Městec Králové (autopříslušenství)[49]
- Mnichovice (závod 4)[50]
- Praha 3, Žižkov, Husitská 41[51]
- Praha 7, Holešovice, Obránců míru 20 (autopříslušenství)[51]
- Velké Popovice (provoz 51) (výroba garážových vrat)[52]

## Obraz v mediích
Za dlouhou existenci družstva se objevily články pochvalné i kritické. Při srovnávacích testech kvality i ceny oprav motorových vozidel prováděné týdeníkem Svět motorů se Drupol umísťoval na prvních místech. Ale v roce 1972 byla kritizována 15% přirážka k ceně opravy. Přirážka byly kritizována už v roce 1967, ale s konstatováním, že je účtována dle předpisu.
Za socialismu byly povolena tzv. komunální kritika, tj. kritika, která nezpochybňuje pilíře socialismu. Výrobní družstva se tak někdy stávala terčem kritiky.[zdroj?]
Po roce 1990 byla media svobodná, a tak uveřejnila i nepravděpodobné sdělení, že Drupol má na skladech třícestné katalyzátory v ceně 500 mil. Kč.

## Další vývoj
V roce 1972 mělo družstvo 26 provozoven. V květnu 1975 bylo vytvořeno Zájmové sdružení výrobních družstev a jiných organizací s autoopravárenskou činností. Po přistoupení všech slovenských družstev mělo Sdružení 37 členů. Z objemu výkonů bylo 62 % poskytnuto soukromému sektoru. Drukov kooperoval se čtyřmi dalšími družstvy na dodávce kompletní sestavy pro ekologické topení. Zdrojem tepla byly sluneční paprsky, které ohřívaly vodu v kolektorech.

## Jméno Drupol
Jméno Drupol se objevilo v názvu autokrosového speciálu Škoda-Drupol-Buggy mistra republiky Jiřího Červy, který byl zaměstnancem Drupolu. Pro družstvo Drupol vypracoval návrh stolní lampičky typ 21616 český designer Josef Hůrka.